# Kanton Fontainebleau
Der Kanton Fontainebleau ist seit 1790 ein französischer Wahlkreis in den Arrondissements Fontainebleau und Melun im Département Seine-et-Marne und in der Region Île-de-France; sein Hauptort ist Fontainebleau.

## Gemeinden
Der Kanton besteht aus 34 Gemeinden mit insgesamt 64.161 Einwohnern (Stand: 1. Januar 2022) auf einer Gesamtfläche von 528,28 km²:
| Gemeinde                | Einwohner 1. Januar 2022 | Fläche km² | Dichte Einw./km² | Code INSEE | Postleitzahl | Arrondissement |
| ----------------------- | ------------------------ | ---------- | ---------------- | ---------- | ------------ | -------------- |
| Achères-la-Forêt        | 1.183                    | 12,60      | 94               | 77001      | 77760        | Fontainebleau  |
| Amponville              | 351                      | 12,30      | 29               | 77003      | 77760        | Fontainebleau  |
| Arbonne-la-Forêt        | 1.007                    | 15,08      | 67               | 77006      | 77630        | Fontainebleau  |
| Avon                    | 13.526                   | 3,83       | 3.532            | 77014      | 77210        | Fontainebleau  |
| Barbizon                | 1.265                    | 5,27       | 240              | 77022      | 77760        | Fontainebleau  |
| Boissy-aux-Cailles      | 274                      | 16,40      | 17               | 77041      | 77760        | Fontainebleau  |
| Boulancourt             | 341                      | 6,44       | 53               | 77046      | 77760        | Fontainebleau  |
| Bourron-Marlotte        | 2.782                    | 11,26      | 247              | 77048      | 77780        | Fontainebleau  |
| Burcy                   | 148                      | 7,03       | 21               | 77056      | 77760        | Fontainebleau  |
| Buthiers                | 771                      | 19,67      | 39               | 77060      | 77760        | Fontainebleau  |
| Cély                    | 1.256                    | 6,19       | 203              | 77065      | 77930        | Fontainebleau  |
| Chailly-en-Bière        | 2.172                    | 13,08      | 166              | 77069      | 77930        | Fontainebleau  |
| Fleury-en-Bière         | 683                      | 13,87      | 49               | 77185      | 77930        | Fontainebleau  |
| Fontainebleau           | 15.787                   | 172,05     | 92               | 77186      | 77300        | Fontainebleau  |
| Fromont                 | 230                      | 10,72      | 21               | 77198      | 77760        | Fontainebleau  |
| Guercheville            | 272                      | 9,21       | 30               | 77220      | 77760        | Fontainebleau  |
| Héricy                  | 2.511                    | 10,68      | 235              | 77226      | 77850        | Fontainebleau  |
| La Chapelle-la-Reine    | 2.236                    | 15,91      | 141              | 77088      | 77760        | Fontainebleau  |
| Le Vaudoué              | 731                      | 17,16      | 43               | 77485      | 77123        | Fontainebleau  |
| Nanteau-sur-Essonne     | 410                      | 12,92      | 32               | 77328      | 77760        | Fontainebleau  |
| Noisy-sur-École         | 1.822                    | 29,91      | 61               | 77339      | 77123        | Fontainebleau  |
| Perthes                 | 2.074                    | 12,22      | 170              | 77359      | 77930        | Fontainebleau  |
| Recloses                | 624                      | 9,35       | 67               | 77386      | 77760        | Fontainebleau  |
| Rumont                  | 126                      | 6,61       | 19               | 77395      | 77760        | Fontainebleau  |
| Saint-Germain-sur-École | 371                      | 2,53       | 147              | 77412      | 77930        | Fontainebleau  |
| Saint-Martin-en-Bière   | 746                      | 7,81       | 96               | 77425      | 77630        | Fontainebleau  |
| Saint-Sauveur-sur-École | 1.120                    | 7,32       | 153              | 77435      | 77930        | Fontainebleau  |
| Samois-sur-Seine        | 2.066                    | 6,33       | 326              | 77441      | 77920        | Fontainebleau  |
| Samoreau                | 2.409                    | 5,65       | 426              | 77442      | 77210        | Fontainebleau  |
| Tousson                 | 338                      | 13,24      | 26               | 77471      | 77123        | Fontainebleau  |
| Ury                     | 883                      | 8,21       | 108              | 77477      | 77760        | Fontainebleau  |
| Villiers-en-Bière       | 242                      | 10,76      | 22               | 77518      | 77190        | Melun          |
| Villiers-sous-Grez      | 684                      | 12,25      | 56               | 77520      | 77760        | Fontainebleau  |
| Vulaines-sur-Seine      | 2.720                    | 4,42       | 615              | 77533      | 77870        | Fontainebleau  |
| Kanton Fontainebleau    | 64.161                   | 528,28     | 121              | 7707       | –            | –              |

Bis zur landesweiten Neugliederung der Kantone 2015 umfasste der Kanton Fontainebleau sieben Gemeinden: Avon, Bois-le-Roi, Fontainebleau (Hauptort), Héricy, Samois-sur-Seine, Samoreau und Vulaines-sur-Seine.

## Bevölkerungsentwicklung
| 1962   | 1968   | 1975   | 1982   | 1990   | 1999   | 2006   | 2011   |
| ------ | ------ | ------ | ------ | ------ | ------ | ------ | ------ |
| 35.162 | 38.884 | 40.662 | 40.598 | 42.366 | 44.241 | 44.713 | 44.047 |